# Zakarias Lindmark
Zakarias Lindmark, född 30 januari 1833 i Glommersträsk, Arvidsjaurs socken, död där 28 augusti 1893, var en svensk jordbrukare, folkskollärare och EFS-predikant.
Zakarias Lindmark var son till skattebonden Zakarias Nilsson. Han fick sin undervisning i hemmet och började tidigt arbeta på faderns gård men sedan han gift sig 1856 skaffade han sig ett eget jordbruk. 1860 insjuknade han i en med en livshotande halsböld men tillfrisknade och fick i samband med detta en religiös väckelse och började predika i hemtrakterna. "Byböner" hade i de här trakterna på grund av avståndet till kyrkan varit tillåtna även före konventikelplakatets upphävande. Föreståndaren vid en samisk missionsskola i trakterna rådde honom att söka till Per August Ahlbergs missionsskola som han genomgick 1864. Sedan två av Ahlbergs barn avlidit tvingades han redan 1865 avbryta kursen och återvända hem. Här antogs han som ambulerande lärare i Arvidsjaurs församling. Förutom reguljär skolundervisning gav han kristendomsundervisning under kvällar och skötte även en söndagsskola vid ett till skolan knutet barnhem. Lindmark verkade även som kolportör, sedan han i början av 1868 i Stockholm sammanträffat med Carl Olof Rosenius erhöll han Evangeliska fosterlandsstiftelsens kolportörbetyg och verkade som kolportör och predikant för rörelsen i Västerbotten och Lappland. 1877 lämnade han lärartjänsten för att bli predikant på heltid.